# لي يون-سانغ
لي يون-سانغ هو مغني كوري جنوبي ولد في 26 أكتوبر 2002.